# Episodi di Streghe (serie televisiva 2018) (quarta stagione)
La quarta e ultima stagione della serie televisiva Streghe, composta da 13 episodi, è stata trasmessa in prima visione negli Stati Uniti sull'emittente televisiva The CW dall'11 marzo al 10 giugno 2022.
In Italia è andata in onda dal 27 dicembre 2022 al 4 gennaio 2023 in prima visione su Rai 4, alle 16:10.
| n° | Titolo originale                         | Titolo italiano                     | Prima TV USA   | Prima TV Italia  |
| -- | ---------------------------------------- | ----------------------------------- | -------------- | ---------------- |
| 1  | Not That Girl                            | Non quella ragazza                  | 11 marzo 2022  | 27 dicembre 2022 |
| 2  | You Can't Go Home Again                  | Non puoi tornare a casa             | 18 marzo 2022  | 28 dicembre 2022 |
| 3  | Unlucky Charmed                          | Incantesimo sfortunato              | 25 marzo 2022  | 28 dicembre 2022 |
| 4  | Ripples                                  | Una giornata alla spa               | 1º aprile 2022 | 29 dicembre 2022 |
| 5  | The Sisterhood of the Traveling Sandwich | La sorellanza del panino viaggiante | 8 aprile 2022  | 29 dicembre 2022 |
| 6  | The Tallyman Cometh                      | Lo spettacolo deve continuare       | 15 aprile 2022 | 30 dicembre 2022 |
| 7  | Cats and Camels and Elephants, Oh My...  | Tu rinascerai                       | 29 aprile 2022 | 30 dicembre 2022 |
| 8  | Unveiled                                 | Svelato                             | 6 maggio 2022  | 2 gennaio 2023   |
| 9  | Truth or Cares                           | Verità per verità                   | 13 maggio 2022 | 2 gennaio 2023   |
| 10 | Hashing it Out                           | La mia vita per te                  | 20 maggio 2022 | 3 gennaio 2023   |
| 11 | Divine Secrets of the O.G. Sisterhood    | L'essere posseduto                  | 27 maggio 2022 | 3 gennaio 2023   |
| 12 | Be Kind. Rewind.                         | Nessuna intromissione               | 3 giugno 2022  | 4 gennaio 2023   |
| 13 | The End is Never the End                 | La fine non è mai la fine           | 10 giugno 2022 | 4 gennaio 2023   |